# Jackson Township (comté de Calhoun, Iowa)
Pour les articles homonymes, voir Jackson Township.
Jackson Township est un township, du comté de Calhoun en Iowa, aux États-Unis,. Le township est fondé en 1866 et baptisé en l'honneur d'Andrew Jackson, 7e président des États-Unis.

## Source de la traduction
- (en) Cet article est partiellement ou en totalité issu de l’article de Wikipédia en anglais intitulé « Jackson Township, Calhoun County, Iowa » (voir la liste des auteurs).